# Frank Bornamann
Frank Alexander Bornamann (Allentown, 4 marzo 1877 – Syracuse, 12 giugno 1934) è stato un nuotatore statunitense.

## Carriera
Partecipò alle gare di nuoto e di tuffi dei Olimpiadi estive di Atene del 1906, gareggiando nelle gare dei 400 m stile libero, ritirandosi in finale e nella Staffetta 4x250 metri stile libero, piazzandosi quarto con la squadra statunitense, composta da Bornamann, Charlie Daniels, Marquard Schwarz e Joseph Spencer. Prese parte anche alla gara dei tuffi dalla piattaforma, classificandosi nelle ultime posizioni.